# Phelipara pseudomarmorata
Phelipara pseudomarmorata là một loài bọ cánh cứng trong họ Cerambycidae.